# 青垣公園市民プール
青垣公園市民プール（あおがきこうえんしみんプール）は、長野県長野市松代町西条の青垣公園内にある長野市唯一の夏季屋外型・レジャー型プール。長野市が所有し、株式会社フクシ・エンタープライズが指定管理者として運営管理を行っている。

## 歴史
2006年4月に長野市松代町で開業。SCS（ポンププール）プールをはじめ、ジャブジャブ池やモニュメントなどが多彩にあり、主に児童を対象とする遊具が完備されたレジャープールとして運営された。
その後、全長44 mと63 mのウォータースライダーと7コースの25 mプールも設置され、幅広い年齢層に対応した長野市内随一の屋外レジャープールへと発展。
現在では地元地域のみならず、県外からの利用者も増加している。
2007年（平成19年）4月より株式会社フクシ・エンタープライズが指定管理者として運営管理を行っている。

## イベント・事業
- 浮島で遊ぼう
- BIGボールタイム
- ウォーキングコース
- 幼児ボールプール
- あおがきプール祭り
- スライダービンゴ
- 水風船当てゲーム
- 水中宝探しゲーム
- 浮き輪レンタル
- 水泳用品等販売
- カプセルトイ販売
- 売店の出店
- ウェブサイトやSNSを利用したリアルタイム情報発信
- 利用者アンケート

## 施設概要

### 野外設備
25 m変形プール
施設内中央に水深1.2 m、全7コースにも及ぶ25 mプールがあり、併設された水深0.7 mの変形プールと繋がっており上方からの滝のような落水に打たれることが出来る。
入水制限が設けられているので要確認。
ウォータースライダー
全長44 mと63 mにも及ぶウォータースライダーがあり滑走することが出来る。着水プールは水深1.1 m。
身長制限および物品持込規制があるので要確認。
幼児プール
水深0.7 mの幼児専用プール。
親水エリア
中央に立体遊具のある変形プール。水深は0.7 m。
じゃぶじゃぶ池
プール内に噴水と様々な水生生物のモニュメントが配置された変形プール。水深は0.15 m。
更衣室
男女それぞれ更衣室があり水道・温水シャワー完備。
返金式コインロッカー。
喫煙所
あり。
AED
あり。

## 営業内容
- 平日：10時00分 - 17時00分
- 土日祝日：9時00分 - 17時00分

※最終入館時刻は閉館時刻の60分前
利用者の体調管理と施設およびプール水の安全衛生管理のため、毎時50分から約10分間休憩。

## アクセス
自家用車
上信越自動車道長野ICより15分